# Гатна
Га́тна — село в Україні, у Деражнянській міській громаді Хмельницького району Хмельницької області. Населення становить 642 особи.

## Історія
Засноване 1660 року. 
7 (20) листопада 1917 року, відповідно до Третього Універсалу Української Центральної Ради, увійшло до складу Української Народної Республіки.
Гатнянська сільська рада створена в квітні 1944 року.
12 червня 2020 року, відповідно до розпорядження Кабінету Міністрів України № 727-р «Про визначення адміністративних центрів та затвердження територій територіальних громад Хмельницької області», увійшло до складу Деражнянської міської громади.
19 липня 2020 року, в результаті адміністративно-територіальної реформи та ліквідації Деражнянського району, село увійшло до складу Хмельницького району.

## Символіка
Затверджена 10 лютого 2017р. рішенням №4 сесії сільської ради. Автор — І.Д.Янушкевич.

### Герб
У зеленому щиті лівий бічник, розтятий чотири рази на лазурове і зелене і перетятий золотою балкою. У правій частині щита Святий Архистратиг Михаїл із лицем і руками тілесного кольору, золотим німбом, у золотих обладунках і з срібними крилами, який правою рукою тримає полум'яного меча, а лівою прикривається золотим овальним щитом із зображенням хреста у променях. Під Архистратигом срібна гора, в якій червоний глечик із золотим орнаментом, що повторюється червоним на срібному полі.

### Прапор
Квадратне полотнище складається з шести вертикальних смуг, перемінно зелених і синіх, у співвідношенні 5:1:1:1:1:1. Більше поле перетинається жовтим горизонтальним орнаментом в 1/4 висоти прапора, який проходить на висоті в 1/4 від нижнього пругу, і спвпадає із такого ж кольору жовтою смугою, що перетинає сині вільні смуги. Над орнаментом сяюче жовте сонце з шістнадцятьма променями.

## Освіта
- Школа не працює.
- ДНЗ ''Ромашка'' працює 5 днів на тиждень.
- Бібліотека працює.

## Соціальна сфера
Будинок культури. Медичний пункт.